# ضياء عبد الزهرة كاظم
ضِياء عَبْدِ الزَهرة كَاظِم (ولد في 2 يناير 1970 - 29 يناير 2007)، المعروف أيضًا باسم العلي بن علي بن أبي طالب، كان زعيمًا لطائفة شيعية متطرفة مسلحة في العراق تسمى جند السماء (وهي جماعة شيعية مسلحة جيدًا كانت تنظر للقيادة الدينية في النجف على أنها غير شرعية).

## حياته
ادعى ضياء بأنه الإمام الغائب والمهدي وأنه من مدينة الحلة في العراق واعتُقل مرتين في السنوات الأخيرة. كان معروفًا أيضًا بأن له صلات بنظام صدام حسين السابق منذ عام 1993. بعد الإطاحة بصدام حسين في غزو العراق بقيادة الولايات المتحدة عام 2003، برزت جماعته كحركة سياسية شرعية، وسرعان ما بدأ ضياء الذي كان في منتصف الثلاثينيات من عمره بمحاولة لإقناع اتباعه بأنه مُتناسخ روحيًا من علي بن أبي طالب (الإمام الأول عند طائفة الشيعة وآخر الخلفاء الراشدين).

### هجمات عاشوراء 2007
نُسِب لعبد الزهرة كاظم التخطيط لهجوم واسع النطاق في النجف خلال يوم عاشوراء. كانت الخطة تقتضي بأن يقوم أعضاء من جماعة جند السماء بالتنكر في زي حجاج ثم يطلقون النار في محاولة لاغتيال أكبر عدد ممكن من رجال الدين الشيعة وإحداث اضطراب شامل في هذه العطلة الدينية. أرسل عبد الزهرة كاظم فرقة اغتيال مكونة من ثلاثة رجال إلى فندق كان يضم مكتب للزعيم الروحي الشيعي آية الله علي السيستاني وزودهم بخطط لمهاجمة المكتب.

## وفاته
قُتل ضياء خلال معركة شرسة بالأسلحة النارية مع القوات الأمريكية والبريطانية والعراقية (التي شُكلت حديثًا) في النجف في 29 يناير 2007 وعثر عليه مرتديًا بنطال الجينز ومعطفًا وقبعة ويحمل مسدسين. كان يبلغ من العمر سبعة وثلاثين عامًا عندما قُتل.
بدا جسد ضياء ملفوفًا في بطانية في الصور الملتقطة. تطابق شكل وجهه ذو اللحية المشذبة بعناية مع صورة في كتيب بعنوان «المجيء المقدس»  عُثر عليه في المكان الذي قتل فيه وقد ذكر في الكتيب أنه هو المهدي. كان ضياء يدعي أنه المهدي على ما يبدو في محاولة لإخفاء هويته الحقيقية وتجنيد أعضاء جدد في الطائفة.